# Радован Бондра
Радован Бондра (словац. Radovan Bondra; 27 січня 1997, м. Требішов, Словаччина) — словацький хокеїст, лівий/правий нападник. Виступає за ХК «Кошице» у Словацькій Екстралізі.
Вихованець хокейної школи ХК «Кошице». Виступав за ХК «Кошице», «Оранж 20».
У чемпіонатах Словаччини — 19 матчів (2+2), у плей-оф — 15 матчів (1+2).
У складі молодіжної збірної Словаччини учасник чемпіонатів світу 2015. У складі юніорської збірної Словаччини учасник чемпіонатів світу 2014 і 2015.
Досягнення
- Чемпіон Словаччини (2015)
- Бронзовий призер молодіжного чемпіонату світу (2015).